# Награды Следственного комитета Российской Федерации

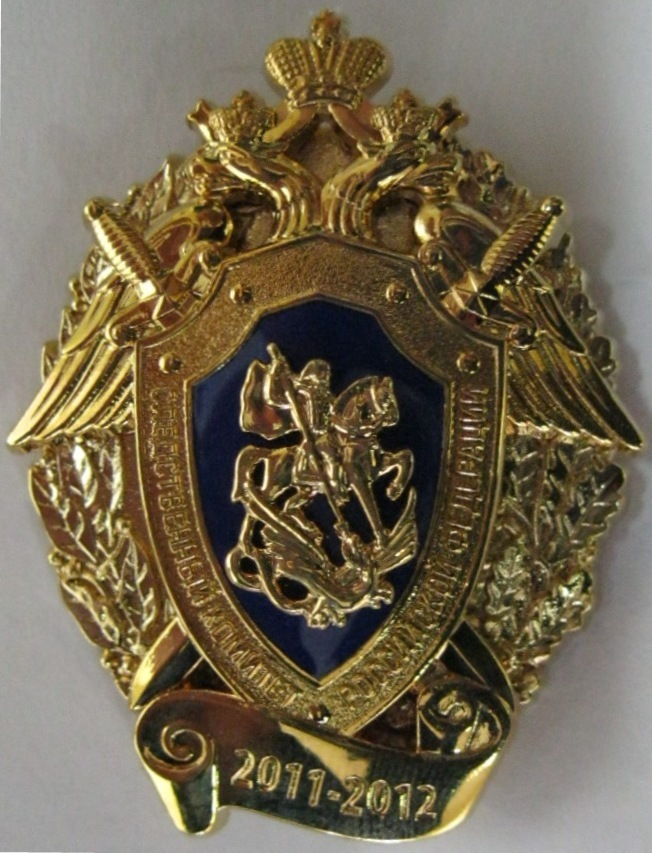
Памятный знак СК РФ в честь первой годовщины создания
(2011—2012)

Награды Следственного комитета Российской Федерации — ведомственные награды Следственного комитета Российской Федерации, учреждённые приказом Следственного комитета России от 15 июля 2011 г. № 111, от 21 июня 2013 г. № 39, от 23 июня 2014 г.  № 53 и от 20 ноября 2014 г. № 101, от 10 марта 2016 № 18, от 23 августа 2016 № 87, от 19 июля 2017 № 97, от 15 января 2018 № 1 в соответствии со ст. 27 ФЗ «О Следственном комитете РФ».

## Перечень наград
В соответствии с Положением о наградах Следственного комитета России, утверждённого приказом Следственного комитета России от 15 июля 2011 г. № 111, приказом от 21 июня 2013 № 39, а также приказом «О наградах и поощрениях Следственного комитета РФ и мерах по совершенствованию практики применения поощрений в системе СК России» от 23 июня 2014 года № 53 (с изменениями от 10 марта 2016 г., 23 августа 2016 г.) были учреждены следующие поощрения:
- объявление благодарности;
- награждение Почетной грамотой;
- занесение на Доску почёта, в Книгу почёта;
- выплата денежной премии;
- награждение подарком;
- награждение ценным подарком;
- награждение именным оружием;
- досрочное присвоение очередного специального звания или присвоение специального звания на одну ступень выше очередного;
- награждение медалями и знаками отличия Следственного комитета;
- награждение нагрудным знаком «Почётный сотрудник Следственного комитета Российской Федерации» с одновременным вручением Почётной грамоты Председателя Следственного комитета Российской Федерации.

Награды по своей значимости от высшей к низшей располагаются в следующем порядке:
- Нагрудный знак «Почётный сотрудник Следственного комитета Российской Федерации»;
- Медаль «За верность служебному долгу»;
- Медаль «Доблесть и отвага»;
- Медаль «За заслуги»;
- Медаль «За высокую гражданственность»;
- Медаль «За отличие»;
- Медаль «За усердие в службе»;
- Медаль «За чистоту помыслов и благородство дел»;
- Медаль «За укрепление международного сотрудничества»;
- Медаль «За содействие»;
- Медаль «Ветеран следственных органов»;
- Медаль За отличие в военной службе I, II, III степеней
- Медаль «За безупречную службу» I, II, III степеней;
- Памятная медаль «300 лет первой следственной канцелярии России»;
- Памятная медаль «За участие в создании органов следствия в Крыму»;
- Памятная медаль «За взаимодействие в создании органов следствия в Крыму»;
- Памятная медаль «70 лет Победы в Великой Отечественной войне 1941—1945 гг.»;
- Памятная медаль «10 лет Следственному комитету Российской Федерации»;
- Знак отличия «Отличник следственных органов»;
- Знак отличия «Лучший следователь»;
- Знак отличия «За службу закону»;
- Медаль «За достижения в научной и педагогической деятельности».

## Порядок награждения
В соответствии с положением о конкретной награде награждаются:
- нагрудным знаком «Почётный сотрудник Следственного комитета Российской Федерации» с одновременным вручением Почётной грамоты Председателя Следственного комитета Российской Федерации — сотрудники, федеральные государственные гражданские служащие и иные работники Следственного комитета за образцовое выполнение служебного долга, умелую организацию работы и многолетние высокие показатели в служебной деятельности, прослужившие (проработавшие) в Следственном комитете не менее 20 календарных лет[1] и имеющие ведомственные награды, поощрения за успехи в служебной деятельности;
- медалью «За верность служебному долгу» — сотрудники и федеральные государственные гражданские служащие Следственного комитета за высокие личные показатели в служебной деятельности, верность традициям российского следствия и профессиональное мастерство, значительный вклад в обеспечение деятельности Следственного комитета, подготовку высококвалифицированных кадров предварительного следствия, прослужившие (проработавшие) в Следственном комитете не менее 15 календарных лет и имеющие ведомственные награды, в том числе медаль Следственного комитета «Доблесть и отвага» или «За заслуги», иные поощрения за успехи в служебной деятельности;
- медалью «Доблесть и отвага» — сотрудники, федеральные государственные гражданские служащие и иные работники Следственного комитета за самоотверженность, доблесть и отвагу, проявленные в условиях опасной для жизни и здоровья обстановки в других чрезвычайных обстоятельствах, потребовавших принятия мужественных решений;
- медалью «За заслуги» — сотрудники и федеральные государственные гражданские служащие Следственного комитета за образцовое выполнение служебного долга, профессиональное мастерство и значительный вклад в обеспечение деятельности Следственного комитета, прослужившие (проработавшие) в Следственном комитете не менее 10 календарных лет и имеющие государственные и ведомственные награды, в том числе медаль Следственного комитета «За отличие», иные поощрения за успехи в служебной деятельности;
- медалью «За высокую гражданственность» - сотрудники, федеральные государственные гражданские служащие Следственного комитета (далее - гражданские служащие), военнослужащие военных следственных органов Следственного комитета, не имеющие воинского звания офицера (далее - военнослужащие), и работники Следственного комитета за достижение высоких результатов в службе (работе) и личный пример образцового исполнения служебного долга (трудовых обязанностей), обеспечение защиты конституционных прав и свобод граждан, законных интересов правозащитных, религиозных и иных общественных организаций, разумное использование своих служебных и гражданских прав, сохранение личного достоинства в различных жизненных ситуациях.    По решению Председателя Следственного комитета Российской Федерации за многолетнее и плодотворное сотрудничество со следственными органами Следственного комитета, сознательное и активное выполнение своих гражданских обязанностей и долга перед государством, обществом, народом, активное участие в общественных делах, сочетающихся с повышением правовой культуры и правового сознания граждан, отрицанием экстремизма и национальной вражды, формирование гражданственности с позиций эстетики и патриотизма, моральных принципов служения человечеству, сохранения и приумножения исторического наследия Родины медалью могут быть награждены лица, не являющиеся сотрудниками Следственного комитета, а также иностранные граждане (подданные), в том числе соотечественники.[2]
- медалью «За отличие» — сотрудники и федеральные государственные гражданские служащие Следственного комитета за безупречное выполнение служебных обязанностей и многолетние отличные показатели в служебной деятельности, прослужившие (проработавшие) в Следственном комитете не менее 8 календарных лет, имеющие государственные и (или) ведомственные награды следственного комитета, в том числе медаль Следственного комитета «За усердие в службе», иные поощрения за успехи в служебной деятельности;
- медалью «Ветеран следственных органов» — сотрудники и федеральные государственные гражданские служащие Следственного комитета за многолетнюю плодотворную и безупречную службу, имеющие общий стаж службы (выслугу лет) в Следственном комитете и в иных государственных органах Российской Федерации, СССР 25 и более календарных лет, из которых непрерывный стаж службы (выслуга лет) в Следственном комитете составляет не менее 10 календарных лет, удостоенные медали «За безупречную службу» I степени либо аналогичной медали другого государственного органа РФ и награждавшиеся иными медалями и знаками отличия Следственного комитета за успехи в служебной деятельности, а также ветераны Следственного комитета, органов прокуратуры и следственных подразделений иных правоохранительных органов РФ, СССР за активное многолетнее и плодотворное сотрудничество со следственными органами Следственного комитета, оказание помощи и содействия Следственному комитету в решении стоящих перед ним задач, награждённые ведомственными наградами следственных органов и имеющие на день увольнения стаж службы (выслугу лет) не менее 25 календарных лет;
- медалями «За безупречную службу» I, II, III степеней — сотрудники и федеральные государственные гражданские служащие Следственного комитета за многолетнюю и безупречную службу, достигшие на дату представления к награждению общего календарного стажа государственной службы (выслуги лет) не менее 20, 15 и 10 лет соответственно;
- медалью «За усердие в службе» — сотрудники и федеральные государственные гражданские служащие Следственного комитета за добросовестную и эффективную службу, инициативу, старание и усердие, прослужившие в Следственном комитете не менее 6 календарных лет, награждённые знаком отличия Следственного комитета или имеющие государственные и (или) ведомственные награды Следственного комитета и иные поощрения за успехи в служебной деятельности;
- медалью «За содействие» — сотрудники, федеральные государственные гражданские служащие и иные работники Следственного комитета за оперативное и качественное выполнение отдельных поручений при расследовании и раскрытии конкретных преступлений, имеющие иные поощрения за успехи в служебной деятельности; лица, не являющиеся сотрудниками Следственного комитета, за помощь в расследовании и раскрытии конкретных преступлений; граждане РФ, общественные и политические деятели РФ и зарубежных стран, внесшие значительный вклад в развитие системы Следственного комитета и в обеспечение деятельности; представители творческой интеллигенции за создание произведений, способствующих формированию положительного образа сотрудника Следственного комитета; представители СМИ, освещающие деятельность Следственного комитета и способствующие формированию положительного общественного мнения о деятельности Следственного комитета; ветераны Следственного комитета, органов прокуратуры, следственных подразделений других правоохранительных органов за многолетнее и плодотворное взаимодействие со Следственным комитетом, оказание квалифицированной помощи молодым следователям Следственного комитета в повышении их профессионального роста и мастерства;
- медалью «300 лет первой следственной канцелярии России» — сотрудники и работники Следственного комитета, кадеты кадетской школы-интерната и кадетских классов Следственного комитета, следственный работники, принимавшие участие в боевых действиях 1941—1945 гг., а также иных войнах и контртеррористических операциях, иностранные граждане и граждане РФ, не являющиеся сотрудниками Следственного комитета, оказывающие существенную помощь в выполнении задач, возложенных на следственные органы и учреждения Следственного комитета;
- знаком отличия «Отличник следственных органов» — сотрудники и федеральные государственные гражданские служащие Следственного комитета за высокие показатели в служебной деятельности, прослужившие в Следственном комитете не менее 7 лет, имеющие государственные и (или) ведомственные награды Следственного комитета, в том числе знак отличия Следственного комитета «За службу закону» или «Лучший следователь», иные поощрения за успехи в служебной деятельности;
- знаком отличия «Лучший следователь» — следователи, следователи-криминалисты, руководители следственных подразделений Следственного комитета за достижение высоких результатов в раскрытии и расследовании тяжких и особо тяжких преступлений, пресечение деятельности террористических и иных организованных преступных групп, внедрение современных технико-криминалистических средств и методов расследования, прослужившие в Следственном комитете не менее 5 лет и имеющие иные поощрения за успехи в служебной деятельности;
- знаком отличия «За службу закону» — сотрудники и федеральные государственные гражданские служащие Следственного комитета за примерное выполнение служебных обязанностей, прослужившие в Следственном комитете не менее 5 лет, имеющие иные поощрения за успехи в служебной деятельности.

Повторное награждение медалями «За верность служебному долгу», «За содействие», «Ветеран следственных органов», «За усердие в службе» не производится. Награждение медалью «За безупречную службу» трёх степеней производится последовательно от медали III степени до медали I степени, за исключением случаев, указанных в Положении к медали.
Награждение медалями «За верность служебному долгу» и «Доблесть и отвага» может быть произведено посмертно. Иные поощрения Следственного комитета посмертно не применяются.
Награждение за новые заслуги одним и тем же знаком отличия из числа тех, которыми награждение могло производиться неоднократно, возможно не ранее чем через три года после предыдущего награждения (при исчислении этого периода не учитываются награждения медалями «Ветеран следственных органов», «За безупречную службу», осуществлённые в связи с достижением награждённым лицом требуемой выслуги лет). По решению Председстеля Следственного комитета награждение медалью или знаком может быть применено до истечения 3-летнего срока.

## Порядок ношения наград
Медали Следственного комитета носятся на левой стороне груди ниже государственных наград Российской Федерации и СССР в последовательности, определяющей их значимость.
Нагрудный знак «Почётный сотрудник Следственного комитета Российской Федерации» и знаки отличия носятся на правой стороне груди.